# Comté de Seneca (New York)
Pour les articles homonymes, voir Comté de Seneca.
Le comté de Seneca (en anglais : Seneca County) est l'un des 62 comtés de l'État de New York, aux États-Unis. Les sièges du comté sont Ovid et Waterloo.

## Population
| Groupe                           | Comté de Seneca | New York | États-Unis |
| -------------------------------- | --------------- | -------- | ---------- |
| Blancs                           | 92,5            | 66,8     | 72,4       |
| Afro-Américains                  | 4,6             | 15,9     | 12,6       |
| Métis                            | 1,3             | 3,0      | 2,9        |
| Asiatiques                       | 0,7             | 7,3      | 4,8        |
| Amérindiens                      | 0,3             | 0,6      | 0,9        |
| Autres                           | 0,6             | 7,5      | 6,4        |
| Total                            | 100             | 100      | 100        |
|                                  |                 |          |            |
| Hispaniques et Latino-Américains | 2,7             | 17,6     | 16,7       |

Selon l'American Community Survey pour la période 2010-2014, 94,07 % de la population âgée de plus de 5 ans déclare parler l'anglais à la maison, 2,16 % déclare parler l'espagnol, 0,93 % l'allemand de Pennsylvanie, 0,74 l'allemand, 0,52 % l'italien et 1,59 % une autre langue.